# كسينيا باريسوفنا
كسينيا باريسوفنا غودونوفا (1582-1622) (باللغة الروسية: Ксения Борисовна Годунова) هي ابنة القيصر بوريس غودونوف، وشقيقة قيصر روسيا فيودور الثاني.

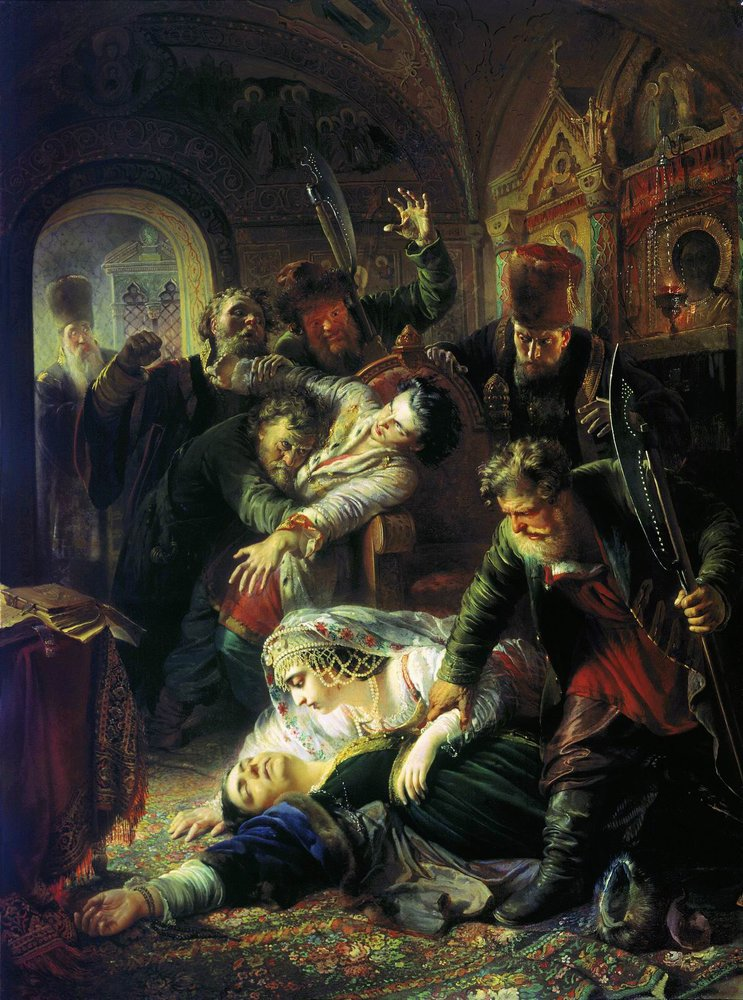
اغتيال فيودور غودونوف ووالدته على يد رجال دميتري الدجال الأول.

## حياتها
وصفت كسينيا بأنها جميلة جدا ومتعلمة جيداً. وكان من بين خُطابها:
- الأمير غوستاف من السويد، الذي وصل إلى موسكو في عام 1600، لكن فُسخت الخطبة بسبب حياته المنغمسة.
- جون، أمير شليسفيغ هولشتاين، الذي وصل روسيا في 1602، لكنه مرض ومات قبل الزواج.

ظلت كسينيا عذراء حتى وفاة والدها عام 1605، عندما أصبح شقيقها فيودور قيصرًا. بعد بضعة أشهر، عندما بدأ «زمن المحن» التي أثارتها الأزمة السلالية، قُتلت أمها وأخوها فيودور بأمر من ديمتري الزائف الأول. وقد نجت من القتل، لكن ديمتري الزائف اغتصبها واحتفظ بها في قصره كأسيرة لمدة خمسة أشهر. قبل وصول عروسه مارينا مينيز، تم إرسال كسينيا إلى دير القيامة جوريتسكي في بيلوزيرسك وأجبرت على أخذ الوعود الرهبانية، ومُنحت اسم «أولغا». في وقت لاحق، تم نقلها إلى دير السيدة العذراء في فلاديمير.
في 1606، انتقلت كسينيا إلى الثالوث الأقدس للقديس سرجيوس لافرا لحضور إعادة دفن أبيها. حيث ظهرت كسينيا كراهبة مرتدية زي الراهبات.
اسم كسينيا محفور باسم «الراهبة أولغا بوريسوفنا» في قبو غودونوف بالقرب من مدخل كاتدرائية ميلاد العذراء في الثالوث الأقدس للقديس سرجيوس لافرا حيث دفنت مع والديها وشقيقها.

## في الفن
عرضت حياة كسينيا في فيلم روسي درامي باسم 1612 مستوحى من زمن المحن التي روسيا، حيث لعبت دورها الممثلة فيوليتا دافيدوفسكايا.